# 春 (政治用語)
政治用語また政治学の用語における「春」とは、ある地域に起こった政治的な自由化の時期、また、学生運動や、革命的な政治運動などを指し、20世紀後半に普及した。
この用語は、「Spring of Nations」（諸国民の春）または「Springtime of the Peoples」（諸民族の春）と呼ばれた19世紀ヨーロッパで起こった1848年革命に由来する。政治的なメタファーとしての「春」は、より良い時代の始まり、抑圧的な政治体制からの解放を意味する。

## 事例
- プラハの春 - 1968年にチェコスロバキアで起こった自由化・民主化運動
- クロアチアの春（英語版） - 1971年にクロアチアで起こった自由主義の政治運動[5][7][8]
- 北京の春 - 1970年代末の中国民主化運動[5][6][9]
- ソウルの春 - 1970年代から80年代にかけての韓国における民主化運動[5][6][10]
- ラングーンの春 - 8888民主化運動までの期間をこう呼ぶ[5][11][12]
- カトマンズの春（Kathmandu Spring） - ネパールにおける1990年のジャナ・アンドラン、2006年のロクタントラ・アンドランなどの民主化運動[13][14]
- テヘランの春（Tehran Spring） - イランでの1990年代末から2000年代初期にかけて（特に1997年から1999年）のモハンマド・ハータミーの時代を非公式にこう呼ぶことがある[15][16][17][18][19][20]
- ダマスカスの春（英語版） - シリアでのハーフィズ・アル＝アサド大統領死後、バッシャール・アル＝アサド大統領は、情報統制を緩めるなどの政策をとったため、2000年代初頭の開放的な機運を指すが、その後統制が強まった[5][21][22][23]
- レバノンの春（Lebanon Spring）、杉の春（Cedar Spring） - レバノンで2005年に起きたラフィーク・ハリーリー首相暗殺事件によって発生した市民運動「杉の革命」の別名[24]
- ハラレの春（Harare Spring） - ジンバブエでの2008年のロバート・ムガベとモーガン・ツァンギライとの連立政権時期をしばしば指す[25][26]
- アラブの春 - 2010年から2011年にかけて中東と北アフリカで起きた民主化運動。（チュニジアのジャスミン革命、2011年のエジプト革命など）[27]。アラブの春は、プラハの春に因んで名づけられた[5][28]。
- メープルの春（Maple Spring） - アラブの春に因んだ2012年ケベック学生運動（フランス語版、英語版）[29][30][31][32]
- バレンシアの春（スペイン語版）（Valencian Spring, 西: Primavera Valenciana） - 2012年の学生運動[33]
- ベネズエラの春（Venezuelan Spring） - ベネズエラにおける2014年の抗議運動（英語版）[34]
- ロシアの春（Russian Spring） - 2014年ウクライナでの親ロシア派騒乱[35][36]
- ラテンアメリカの春（英語版）（Latin American spring, 西: Primavera Latinoamericana） - 2019年から2022年にかけての大衆運動[37][38][39][40]